# Reptalus corpulenta
Reptalus corpulenta är en insektsart som beskrevs av Alexander Fyodorovich Emeljanov 1978. Reptalus corpulenta ingår i släktet Reptalus och familjen kilstritar. Inga underarter finns listade i Catalogue of Life.